# 후나카와미나토정
후나카와미나토정(船川港町)은 아키타현 미나미아키타군에 있던 정이다. 현재의 오가시 중심부에 해당한다.

## 역사
- 1899년 4월 1일 - 정촌제 시행에 의해 4촌의 구역으로 후나카와촌이 성립하였다.
- 1894년 10월 24일 - 정으로 승격, 개칭해 후나카와미나토정이 되었다.
- 1942년 4월 1일 - 미나미이소촌을 편입하였다.
- 1954년 3월 31일 - 와키모토촌, 도가촌, 오가나카촌, 이리아이촌과 합병해 오가시가 성립해, 동일 후나카와미나토정은 폐지되었다.

## 교통

### 철도
- 일본국유철도 오가 선

### 도로
- 후나카와 가도 (현:국도 101호선)